# El temerari Ives
El temerari Ives (títol original: St. Ives) és una pel·lícula policíaca estatunidenca del 1976 dirigida per J. Lee Thompson, amb Charles Bronson i Jacqueline Bisset. Ha estat doblada al català.

## Argument
Abner Procane, ric atracador, contracta Raymond St. Ives, autor de novel·les policíaques i periodista, per trobar els plànols del seu proper atracament.
Ives va a la cita fixada pel lladre de documents i troba un cadàver. És immediatament sospitós i detingut pels dos detectius arribats al lloc. Haurà d'espavilar-se a trobar l'autèntic culpable.

## Repartiment
- Charles Bronson: St. Ives
- John Houseman: Procane
- Jacqueline Bisset: Janet
- Maximilian Schell: Dr. Constable
- Harris Yulin: Oller
- Dana Elcar: Blunt
- Harry Guardino: Deal

## Al voltant de la pel·lícula
- Es tracta de la primera (d'una llarga) col·laboració entre Charles Bronson i el director J. Lee Thompson, que el dirigirà a altres 8 films.